# جان كميل جوزيف ماسون
جيان ماسون (بالفرنسية: Jean Camille Joseph Masson)‏ ‏ (10 مايو 1923 في سينت ديه دي فوج - 24 فبراير 2019 ) جندي من فرنسا.

## الجوائز
- نيشان جوقة الشرف من رتبة ضابط